# Зубков, Андрей Эммануилович
Андре́й Эммануи́лович Зубко́в (27 октября 1918, с. Боголюбово, Петропавловский уезд — 12 февраля 1998, Новороссийск) — советский морской офицер, в годы Великой Отечественной войны командир 394-й стационарной береговой артиллерийской батареи 1-го гвардейского Новороссийского артиллерийского дивизиона НВМБ, гвардии капитан.
После войны продолжал службу на Тихоокеанском флоте и Ленинградской военно-морской базе, полковник, Почётный гражданин города Новороссийска.

## Биография
Родился А. Э. Зубков 27 октября 1918 года в селе Боголюбово Петропавловского уезда (ныне — Кызылжарский район Северо-Казахстанской области Республики Казахстан).
В 1936 году окончил среднюю школу и поступил в Севастопольское военно-морское училище береговой обороны ВМФ имени ЛКСМУ (Ленинского коммунистического союза молодёжи Украины). Учился на «отлично».
По окончании училища, в июне 1940 года, Зубков был распределён на Новороссийскую военно-морскую базу, где назначен на должность помощника командира 714-й стационарной артиллерийской батареи располагавшейся в Рыбачьей бухте в районе Геленджика. Там он провёл предвоенный 1940 год.

### Командир 394-й батареи
22 июня 1941 года началась Великая Отечественная война.
15 июля 1941 года в районе мыса Пенай, расположенного между Кабардинкой и Новороссийском, началось строительство новой береговой батареи, которой был присвоен номер 394. Для расположения батареи было выбрано стратегически выгодное место. С небольшой высоты мыса хорошо просматривались Цемесская бухта и весь город Новороссийск, кроме того была обеспечена скрытность и труднодоступность объекта.
19 июля 1941 года командиром новой батареи был назначен старший лейтенант Зубков. В тот же день он прибыл на строящуюся батарею, где принимал непосредственное участие в её строительстве и формировании личного состава.
В прибрежных скалах были вырыты котлованы для четырёх основных корабельных орудий, командного пункта, погребов для боеприпасов, убежища и кубриков. Батарея была построена таким образом, что во время тревоги она уходила под землю. Личный состав был набран из военных моряков. По окончании строительства орудия батареи успешно провели учебные стрельбы по буксируемому щиту. После этого начались отработки боевых задач, дневные и ночные учения.
Продукты и всё снаряжение доставлялись на батарею ночью. Также в ночное время шло приготовление пищи и подготовка к учебному дню. Дневное время целиком было посвящено боевой подготовке. Андрей Зубков писал в своих воспоминаниях:
Я требовал от них выполнения трёх непреложных правил: сознательной, но строгой дисциплины; безукоризненного знания своего дела; совершенного спокойствия при любой обстановке.
В августе 1942 года враг подошёл вплотную к Новороссийску. Это обстоятельство потребовало развёртывания на морских берегах эшелонированной обороны.
Основной задачей береговой артиллерии является ведение огня по морским целям, но обстановка сложилась так, что противник наступал не только с моря, но и по суше. В этих условиях приходилось учиться стрелять и по наземным целям.
Первый бой 394-я батарея приняла сентябрьской ночью 1942 года, ведя огонь через горный хребет в район станицы Неберджаевская, где располагалась живая сила и техника противника. В ту ночь орудийные расчёты выпустили по 20 снарядов на орудие. Вскоре батарея Зубкова была обнаружена немцами, она постоянно подвергалась авианалётам и артобстрелам, количество которых доходило до 20-40 в день. Морякам приходилось не только вести стрельбы, но и оборонять расположение батареи от немецких диверсантов, в большом количестве проникавших в окрестные холмы и горы. За всё время службы батареи Зубкова на её территорию упало около 7000 немецких авиабомб и около 5000 артснарядов. Сама батарея провела 690 стрельб и выпустила 12 тысяч снарядов.
Из воспоминаний заместителя командира 394-й береговой батареи Николая Митрофановича Воронкина:
Стрелял Зубков изумительно. Он обладал хорошей теоретической подготовкой, что позволяло ему самостоятельно изучить правила сухопутной и зенитной стрельбы, у него была прекрасная память, он помнил все основные ориентиры в своих секторах. Пристрелку проводил двумя-тремя снарядами. Триумфом был выстрел, произведённый в присутствии начальника управления береговой артиллерии Военно-Морского Флота генерал-лейтенанта Мушнова. Генерал выбрал цель – маяк на молу при входе в Новороссийский порт, и отдал Зубкову распоряжение, пристреляв цель, перейти на поражение. Зубков отдал приказ «К бою!». Через сорок пять секунд грянул выстрел, через тридцать, цель была уничтожена прямым попаданием снаряда в основание маяка.
За свою точность стрельбы батарею стали называть просто — батарея Зубкова, а по образному выражению писателя Г. Н. Гайдовского Зубков получил прозвище «Регулировщик уличного движения в Новороссийске». Именно благодаря усилиям береговой артиллерии, в том числе и зубковцев ни один немецкий корабль не вошёл в Цемесскую бухту.
В 1942 году гвардии капитан Андрей Зубков вступил в ряды ВКП(б).
30 октября 1942 года у самого мыса Пенай был высажен вражеский десант, с неудавшейся попыткой захватить батарею Зубкова со стороны моря.
Зимой, весной и осенью 1943 года 394-я батарея оказывала огневые поддержки при высадке морских десантов на Малую землю и в Новороссийский порт.
В эти дни вражеская авиация совершала по 17-20 налётов в день, а 19 апреля был отмечен рекорд в 39 налётов. В каждом из налётов участвовало по 10-12 самолетов в группе. Герои батареи Зубкова, оставшись без связи с командованием, работавшие на пределе физических и моральных возможностей, под грохот рвущихся снарядов и бомб, в сплошном дыму и пыли, продолжали вести непрерывный огонь по противнику, одновременно занимаясь восстановлением повреждённой техники и линий связи, тушением пожаров и расчисткой завалов из камня, бетона и сваленных деревьев. По ночам производилась эвакуация раненых, восстановление нарушенной маскировки, доставка снарядов и продовольствия. Иногда заготовленных на день снарядов не хватало, и тогда артиллеристам приходилось преодолевать расстояние в 100—150 метров до хранилищ боезапаса и подносить снаряды под обстрелом.
Летом 1943 года, в дни свободные от обстрелов, на батарею приезжали советские артисты, среди них Аркадий Райкин, Рина Зелёная, ансамбль песни и пляски Черноморского флота.
Последний залп батарея № 394 произвела в сентябре 1943 года, по уходящему из Новороссийска противнику.

### Дальнейшая служба
Некоторое время, после ухода немецких войск из Новороссийска, 394-я гвардейская батарея береговой обороны Черноморского Флота под командованием гвардии капитана А. Э. Зубкова продолжала нести службу.
В августе — сентябре 1945 года между СССР и Японией возник вооружённый конфликт. Все возможные людские и материальные резервы были переброшены на Дальний Восток. Туда же был направлен и Зубков со своим отрядом артиллеристов.
Война с Японией завершилась достаточно быстро. Победы советских войск над Квантунской армией в Маньчжурии, японскими войсками на Южном Сахалине и Курильских островах, и последующие за ними атомные бомбардировки Хиросимы и Нагасаки, вынудили власти Японии капитулировать.
После войны А. Э. Зубков некоторое время командовал береговыми укреплениями на Тихоокеанском флоте, в 1954 году окончил Военно-морскую академию в городе Ленинграде.
В отставку вышел в 1961 году, в звании полковник.

### Жизнь в отставке
В 1961 году, сразу после выхода в отставку, Зубков переехал на постоянное место жительства в полюбившийся ему Новороссийск, который он защищал в годы войны.
Там он устроился на работу в Новороссийское управление аварийно-спасательных и подводно-технических работ (УАСПТР), откуда перевёлся в агентство «Трансфлот» Новороссийского морского пароходства. В агентстве он много лет трудился на должностях инженера-диспетчера и супервайзера. Несмотря на то, что в 1978 году Зубкова торжественно проводили на пенсию, он продолжил работать в пароходстве ещё десять лет.
В 1997 году, за заслуги перед городом, А. Э. Зубкову было присвоено звание «Почётного гражданина города-героя Новороссийска».
Умер 12 февраля 1998 года. Похоронен в городе Новороссийске.

## Память

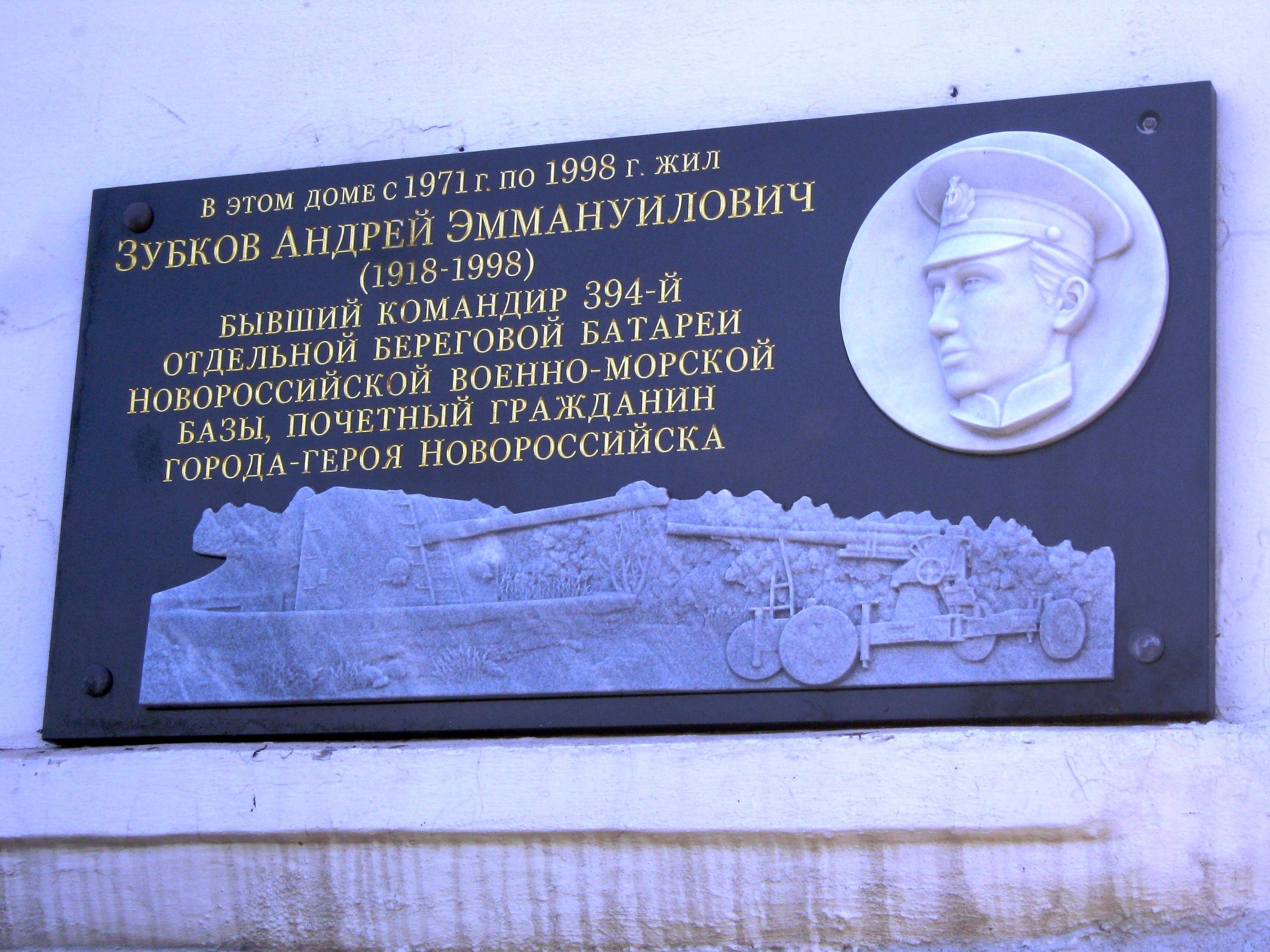
Мемориальная доска на доме № 35
по набережной Адмирала Серебрякова
в Новороссийске, где проживал
А. Э. Зубков

- В 1975 году, 394-я гвардейская береговая артиллерийская батарея, которой в Великую Отечественную войну командовал А. Э. Зубков, стала мемориальным музеем, получив почётное наименование — «Батарея капитана Зубкова»[3];
- На доме № 35 по набережной Адмирала Серебрякова в Новороссийске, где проживал А. Э. Зубков, была установлена мемориальная доска;
- Одна из улиц курортного села Кабардинка получила название — улица Капитана Зубкова[4].

## Награды
- орден Красного Знамени (1942)[5];
- два ордена Отечественной войны I степени (1943, 1985)[6];
- орден Красной Звезды (1944)[1];
- медаль «За боевые заслуги» (1944)[1];
- медаль «За оборону Кавказа» (1944)[1];
- медаль «За победу над Германией в Великой Отечественной войне 1941—1945 гг.» (1945);
- Медаль «За победу над Японией» (1945)[7];
- медаль «20 лет Победы в Великой Отечественной войне» (1965);
- медаль «30 лет Победы в Великой Отечественной войне» (1975);
- медаль «40 лет Победы в Великой Отечественной войне» (1985);
- медаль «50 лет Победы в Великой Отечественной войне» (1995);
- медаль «Ветеран труда» (1978)[7];
- медаль «40 лет Вооружённых Сил СССР» (1958);
- медаль «50 лет Вооружённых Сил СССР» (1968);
- медаль «60 лет Вооружённых Сил СССР» (1978);
- медаль «70 лет Вооружённых Сил СССР» (1988);
- знак «Почётный ветеран» Российского комитета ветеранов войны[1];
- Почётный гражданин города-героя Новороссийска (1997)[1];
- Почётный работник морского флота[7].